# Sebastien Demarbaix
Sebastien Demarbaix (Lessen, 19 december 1973) is een Belgisch voormalig beroepswielrenner. Hij reed in zijn carrière voor onder meer Lotto en Ag2r Prévoyance. Demarbaix was de neef van wielrenner Claude Criquielion.
In 2002 stopte Demarbaix met professioneel wielrennen. De renner had last van botontkalking, waarbij hij een extra groot risico liep op botbreuken bij een valpartij.

## Belangrijkste overwinningen
1994
- 5e etappe Ronde van Wallonië

## Resultaten in voornaamste wedstrijden
| Jaar | Ronde van Italië | Ronde van Frankrijk | Ronde van Spanje |
| ---- | ---------------- | ------------------- | ---------------- |
| 1999 |                  | 130e                |                  |
| 2000 |                  | 88e                 |                  |
| 2001 |                  | 108e                |                  |

| Jaar | Luik-Bast.‑Luik | Ronde van Lombardije | Parijs-Brussel |
| ---- | --------------- | -------------------- | -------------- |
| 1999 | 61e             | 39e                  | 14e            |
| 2000 | 75e             |                      |                |
| 2001 |                 |                      |                |